# 佐波村 (岐阜県)
佐波村（さばむら）はかつて岐阜県稲葉郡に存在した村である。稲葉郡の南端に位置し、旧柳津町の西部（境川西岸）である。
1956年（昭和31年）9月26日に羽島郡柳津村（即日町制施行で柳津町）に編入された後、2006年（平成18年）1月1日、岐阜市に編入された。

## 歴史
- 江戸時代、この地域（佐波村、高桑村）は厚見郡であり、加納藩領であった。
- 1628年（寛永5年） - 佐波村が上佐波村と下佐波村に分立する。下佐波村は後に下佐波村南組[2]と下佐波村北組[3]に分立する。
- 1711年（正徳元年） - 上佐波村から中佐波村が分立する。
- 1871年（明治4年） - 下佐波村南組と下佐波村北組が合併し、下佐波村となる。
- 1872年（明治5年）7月5日 - 上佐波村、中佐波村、下佐波村が合併し、佐波村になる。
- 1889年（明治22年）7月1日 - 町村制により佐波村が発足。
- 1897年（明治30年）4月1日[4] - 厚見郡、各務郡、方県郡の一部が合併し、稲葉郡となる。
- 1897年（明治30年）4月1日 - 佐波村、高桑村が合併し、佐波村になる。
- 1956年（昭和31年）9月26日 - 羽島郡柳津村に編入され、即日町制施行。羽島郡柳津町になる[1]。

## 交通
- 国道21号（岐垣国道、現在の岐阜県道31号岐阜垂井線）
- 近畿日本鉄道岐阜線では佐波村に駅の建設が予定されていたが、岐阜線自体が幻の路線となり、実現されなかった。

## 小・中学校
- 佐波村立佐波小学校 （1960年岐阜市立柳津小学校へ統合。）
- 岐阜市稲葉郡佐波村稲葉郡日置江村中学校組合立南部中学校 （岐阜市立境川中学校の前身）

## 出身人物
- 原富太郎
- 山田省三郎
- 木蘇岐山
- 黒川治愿

## 名所・史跡
- 高桑城址
- 高桑星桜